# Иридон, Андрея
Андре́я Иридо́н (рум. Andreea Maria Iridon; род. 23 ноября 1999 года, Тилишка, жудец Сибиу, Румыния) — румынская гимнастка, член сборной своей страны по спортивной гимнастике.
В 2014 году на Чемпионате Европы среди юниоров Андрея Иридон завоевала три медали: две серебряные — в вольных упражнениях и на бревне — и бронзовую в командном первенстве. В абсолютном первенстве была шестой.
Дебютировала на взрослом Чемпионате Европы в 2015 году, одновременно с Лаурой Журкой.